# Birds of Prey (fumetto)
Birds of Prey è una serie a fumetti statunitensi della DC Comics.
Il gruppo omonimo protagonista della serie era inizialmente formato dall'Oracolo, ossia Batgirl e da Black Canary. Avanti nel tempo si susseguono diversi personaggi che diventano parte delle Birds of Prey, capitanate dall'Oracolo, o che collaborano col gruppo. Tra le supereroine che ne fanno parte ci sono la Cacciatrice e Lady Blackhawk, mentre altre figure collaboratrici sono per esempio Catwoman, Hawkgirl, Hawk, Katana e Renee Montoya. Il gruppo inizialmente ha la sua sede a Gotham City e in seguito opera a Metropolis, quindi si sposta a "Platinum Flats", in California, una nuova località introdotta in Birds of Prey nel 2008.

## Altri media

### Televisione
- Le Birds of Prey appaiono come protagoniste nell'omonima serie televisiva, e sono composte da Helena Wayne/Cacciatrice (Ashley Scott), Barbara Gordon/Oracolo (Dina Meyer) e Dinah Lance/Black Canary (Rachel Skarsten).
- Le Birds of Prey appaiono nella serie animata del DC Animated Universe Justice League Unlimited, e sono composte dalla Cacciatrice (Helena Bertinelli), Batgirl (Barbara Gordon) e Black Canary (Dinah Lance).
- Le Birds of Prey appaiono anche nella serie animata Batman: The Brave and the Bold, e sono composte dalla Cacciatrice (Helena Bertinelli), Catwoman (Selina Kyle) e Black Canary (Dinah Lance).
- La variante delle Birds of Prey appaiono in cameo nelle serie televisive dell'Arrowverse, e sono composte da Helena Wayne/Cacciatrice (Ashley Scott) e Barbara Gordon/Oracolo (Dina Meyer).

### Cinema

Le Birds of Prey assieme con Harley Quinn e Cassandra Cain nel film Birds of Prey e la fantasmagorica rinascita di Harley Quinn.

Le Birds of Prey appaiono per la prima volta nel film del DC Extended Universe Birds of Prey e la fantasmagorica rinascita di Harley Quinn (2020), e sono composte da Helena Bertinelli/Cacciatrice (Mary Elizabeth Winstead), Dinah Lance/Black Canary (Jurnee Smollett-Bell) e l'agente della polizia di Gotham City, Renee Montoya (Rosie Perez).